# Селективна перцепција
Селективна перцепција је тенденција да се не примете и брже забораве стимуланси који изазивају емоционалне нелагодности и супротстављају се нашим претходним уверењима. На пример, учитељ може имати омиљеног ученика јер су пристран и може игнорисати учениково лоше знање. Исто тако, може да не примети напредак свог најмање драгог ученика.

## Преглед
Селективна перцепција је процес којим појединци опазе оно што желе у медијским порукама, док игноришу супротне ставове. То је широк појам за идентификовање понашања које сви људи показују, тј. имају тенденцију да "виде ствари" на основу њиховог конкретног референтног оквира. Такође описује како категоришемо и интерпретирамо сензорне информације на начин који фаворизује једну категорију или игноришу неку другу. Другим речима, селективна перцепција је облик пристраности јер тумачимо информације на начин који је у складу с нашим постојећим вредностима и уверењима. Психолози верују да се овај процес јавља аутоматски.
Селективна перцепција може се односити на било који број когнитивних склоности у психологији везаних за начин на који очекивања утичу на перцепцију. Људска процена и доношење одлука изобличено је низом когнитивних, перцептуалних и мотивационих предрасуда, а људи се не баве препознавањем сопствене пристраности, иако имају тенденцију да лако препознају (чак и прецењују) пристраност код других људи. Један од разлога због којих би се то могло догађати јесте то што су људи бомбардовани са превише стимуланса сваког дана да би се подједнако могли посветити свему, па због тога сами бирају шта им треба.
Да бисмо разумели када и зашто је одабран одређен регион окружења, посматрано је и описивано кретање очију појединаца у току обављања одређених задатака. У овом случају, поглед је био активан процес који је интегрисао особине окружења са специфичним, циљно оријентисаним понашањем очију.
Неколико других испитивања показало је да су се ученици, којима је речено да конзумирају алкохолна пића (која су у ствари била безалкохолна), понашали "пијано", испољили мање физиолошких симптома друштвеног стреса и возили симулирани аутомобил слично субјектима који су у ствари конзумирали алкохол. Резултат је донекле био сличан плацебо ефекту.
У једном класичном истраживању на ову тему, које се односило на ефекат непријатељског медија (који је и сам пример селективне селекције), гледаоци су гледали филм о посебно насилној рагби утакмици Принстон-Дартмаут. Навијачи Принстона пријавили су да су видели двоструко више кршења правила од стране тима Дартмаута него навијачи Дартмаута. Један бивши студент са Дартмаута није видео ниједан прекршај од стране Дартмаута и погрешно претпоставио да је послат само део филма, тражећи да му се пошаље остатак.
Селективна перцепција је такође проблем за оглашаваче, јер потрошачи могу да се привуку на неке рекламе, а на друге не, на основу њихових већ постојећих веровања о бренду.
Симор Смит, истакнути истраживач за рекламе, нашао је доказ за селективну перцепцију у истраживању раних шездесетих година прошлог века и дефинисао их као "поступак којим људи прихвате или занемаре рекламни материјал за који имају прилику да виде или чују. Раде то због својих ставова, веровања, услова, навика и воље да нешто користе, итд." Људи који воле, купују или размишљају о куповини бренда, чешће примећују рекламу тог бренда него људи који су неутрални према том бренду. Ова чињеница има последицу на пољу оглашавачког истраживања јер је свака анализа после рекламе, која испитује разлике у ставовима или понашању купаца међу онима који су свесни и оних који нису свесни рекламе, погрешна уколико се не контролишу постојеће разлике. Методе рекламних истраживања које користе уздужни дизајн су вероватно боље опремљене за контролу селективне перцепције.
Селективна перцепција има два типа:
- нижи ниво - перцептуална опрезност
- виши ниво - перцептуална заштита.